# Мунір ель-Мотасадек
Мунір ель-Мотасадек (араб. منير المتصدق; народився 3 квітня 1974 року) був визнаний німецьким судом винним у членстві в Аль-Каїді та в наданні допомоги деяким викрадачам у нападах 11 вересня. Спочатку він був засуджений за причетність до нападу, але його вирок було скасовано в апеляції, а потім поновлено в наступній апеляції. 8 січня 2007 року суд Hanseatisches Oberlandesgericht, Гамбург, засудив його до 15 років ув'язнення за 246 пунктами звинувачення у співучасті у вбивстві, пов'язаному з членством у терористичній організації. 15 жовтня 2018 року ель-Мотасадек був депортований до Марокко після відбуття покарання.

## Життєпис
Мотасадек вперше приїхав до Німеччини з Марокко в 1993 році, а в 1995 році переїхав до Гамбурга, де вивчав електротехніку в коледжі. Наразі про його діяльність відомо небагато, але він справді переїхав до гамбурзької камери, що належала Мохамеду Атті, і жив із кількома іншими людьми, яких пізніше звинуватить влада США та Німеччини в керівництві нападами 11 вересня 2001 року.
22 травня 2000 року Мотасадек вилетів до Стамбула, а звідти до Афганістану. Незабаром він повернувся. Коли четверо лідерів 11 вересня поїхали з Німеччини до Афганістану на навчання, Мотасадек залишився в Німеччині. Німецька поліція змогла прослухати Мотасадека, але спочатку не виявила жодної викривальної інформації. Він заявляє про свою невинуватість. «У Гамбурзі ніколи не було терористичної організації», — заявив він.

## Судові процеси
На суді над Мотасадеком Айсель Сенгюн, дівчину одного з викрадачів, Зіада Джарра, викликали для свідчень щодо її стосунків із Джаррахом і його ролі в змові. Мотасадек сказав, що нічого не знав про змову, і суд так і не встановив, що Мотасадек знав подробиці нападів. Однак, суддя заявив, що він сприяв змові, сплачуючи своїм друзям навчання та оренду, щоб вони підтримували вигляд студентів. Мунір ель-Мотасадек був другом Мохамеда Атти, Марвана аль-Шехі та Зіада Джарра та «членом їхньої молитовної групи»
У лютому 2003 року він був засуджений у Німеччині за 3066 пунктами звинувачення у співучасті у вбивстві. Його засудили за безпосередню причетність до терактів 11 вересня, але засудження було відхилено в апеляції. Хоча Міністерство юстиції Німеччини тиснуло на Сполучені Штати, щоб дозволити Рамзі бін аль-Шибу дати свідчення, США відмовилися, і вирок і вирок були скасовані.
19 серпня 2005 року Мотасадека повторно судили та засудили за "членство в «терористичній організації». Цей вирок також було відхилено в апеляції..
7 лютого 2006 року Федеральний конституційний суд Німеччини постановив достроково звільнити Мотасадека. Вищий суд Німеччини постановив відсутність доказів того, що Мотасадек був поінформований про терористичну змову 11 вересня.
15 листопада 2006 року Федеральний суд Німеччини виніс рішення щодо апеляцій: вони вважали докази достатніми, щоб довести, що Мотасадек знав про план викрадення літаків і брав участь у його підготовці, а отже, був винним як співучасник 246 пункти вбивства. Це кількість жертв, які нібито загинули в авіакатастрофах, але без урахування жертв на землі. Oberlandesgericht (земельний високий суд) у Гамбурзі потім знову розпочав судовий процес, щоб ухвалити рішення щодо вироку Через два дні Федеральний суд також скасував наказ про звільнення, і Мотасадека знову заарештували. 8 січня 2007 року Верховний суд землі Гамбурга засудив його до 15 років ув'язнення. Федеральний конституційний суд Німеччини відмовився переглядати його вирок. 2 травня Федеральний суд Німеччини відхилив клопотання про перегляд. Станом на 2011 рік його адвокати розглядали як звернення до Європейського суду з прав людини, так і спробу домогтися відновлення справи — у нього залишалися два правових варіанти.
Ахмад Валі Сіддікі, допит якого викликав попередження про тероризм у 2010 році, був другом Мотасадека з 1997 року, який також опікувався мечеттю, яку відвідували багато інших підозрюваних у гамбурзьких змовниках 11 вересня. Мечеть Аль-Кудс або Тайба була закрита офіційними особами в серпні 2010 року, оскільки вона нібито стала привабливою для мусульманських екстремістів.
15 жовтня 2018 року ель-Мотасадек був депортований через аеропорт Гамбурга до Марокко, де проживає його сім'я, після того, як він відбув покарання у в'язниці JVA Fuhlsbüttel, Гамбург.